# 屋主忍男武雄心命
屋主忍男武雄心命 （やぬしおしおたけおごころのみこと、?—?），日本书纪等记载的古代日本的人物。
在日本书纪中被记载为屋主忍男武雄心命或武猪心命，在其他文献中被表记为建猪心命、屋主忍雄命等、武男心命等。古事记中有孝元天皇皇子「少名日子建猪心命」的记载，没有子孙的记载。
按照日本书纪的记载，屋主忍男武雄心命是孝元天皇的皇孙，武内宿禰之父 。

## 家谱
在日本书纪中，孝元天皇7年2月2日条记载，彦太忍信命是武内宿祢的爷爷。又因为在同书的景行天皇3年2月1日条记载，武内宿祢的父亲是屋主忍男武雄心命，所以屋主忍男武雄心命是彦太忍信命的儿子。
关于子嗣，该书景行天皇3年2月1日条记载，屋主忍男武雄心命与菟道彦（纪直远祖）的女儿的影媛生了武内宿祢。此外，在应神天皇9年4月条中，也出现了武内宿祢的弟弟甘美内宿祢的名字。
另一方面，在《古事记》中，孝元天皇皇子的比古布都押之信命（彦太忍信命）之子变为建内宿祢（武内宿祢），少名日子建猪心命却到了系谱之外。 
另外，在《纪氏系图》中，记载了孝元天皇皇子彦太忍信命和其子屋主忍雄命，以及屋主忍雄命的儿子是武内宿祢和甘美内宿祢的系谱。 

## 记录
根据《日本书纪》景行天皇3年2月1日条记载，天皇前往纪伊，打算进行神祗祭祀，但由于占卜中出现不吉，作为代替派遣武雄心命。武雄心命在阿备柏原（今和歌山市相坂・松原か）住了9年，在此期间与影媛生了武内宿祢。
根据《政事要略》所引用的《高桥氏文》，膳氏祖磐鹿六雁命去世之际，景行天皇派遣了藤河别命·武男心命（武雄心命）作为宣命使。 
据《住吉大社神代记》记载，在垂仁天皇的癸酉年2月1日，武雄心命按照住吉大神的愿望被派遣到阿备柏原社祭祀，在九年内被赐予（赏赐）了难破道龙住山（比定地不详）。